# Wensenbalken

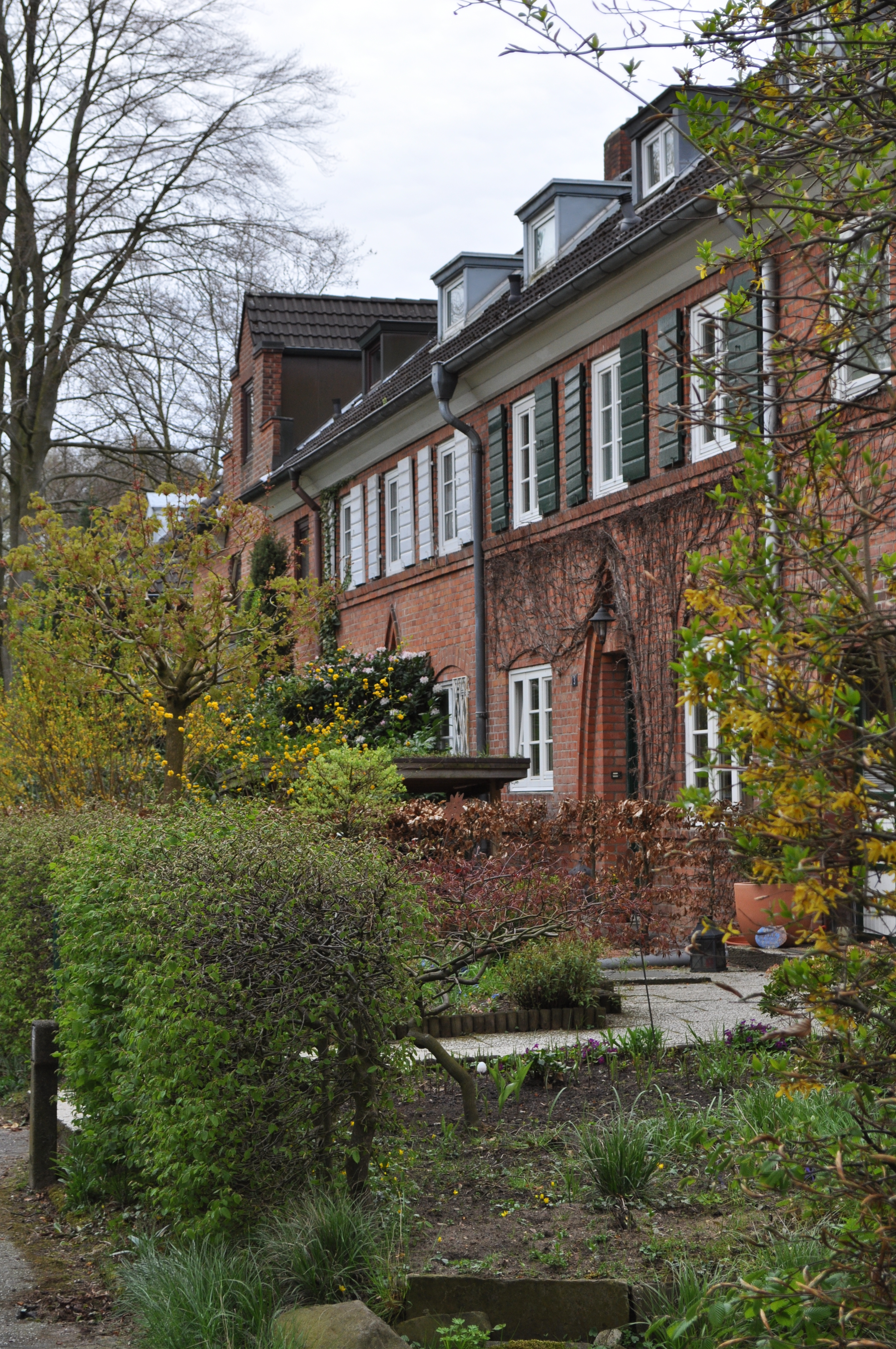
Häuser am Lottbeker Platz

Die Wensenbalken-Siedlung in Hamburg-Volksdorf wurde 1918 als Kriegerheimstätten-Siedlung von Fritz Schumacher geplant, der Bau wurde nach Entwürfen von Hermann Distel & August Grubitz 1922–1929 ausgeführt.

## Mit Wensenbalken verbunden
- Ascan Klée Gobert (1894–1967)
- Boy Gobert (1925–1986)
- Rudolf Roß (1872–1951)